# Primo Nardello
Primo Nardello   (Bisuschio, 1 de gener de 1932 - Porto Ceresio, 11 de maig de 2023) va ser un ciclista italià, que fou professional entre 1963 i 1965. En el seu palmarès destaca una victòria d'etapa a la Volta a Catalunya. Era el pare del també ciclista Daniele Nardello.

## Palmarès
- 1962
  - 1r al Giro dels Abruços
  - Vencedor de 3 etapes a la Volta a Iugoslàvia
- 1963
  - 1r a la Coppa San Geo
- 1964
  - 1r a la Barcelona-Andorra
  - Vencedor d'una etapa a la Volta a Catalunya
- 1965
  - Vencedor d'una etapa a la Volta a Andalusia

### Resultats al Giro d'Itàlia
- 1964. 53è de la classificació general